# Echenais debilis
Echenais debilis är en fjärilsart som beskrevs av Frederick DuCane Godman och Osbert Salvin 1878. Echenais debilis ingår i släktet Echenais och familjen Riodinidae. Inga underarter finns listade i Catalogue of Life.